# Valbondione
Valbondione är en ort och kommun i provinsen Bergamo i regionen Lombardiet i Italien. Kommunen hade 1 032 invånare (2018).